# Rubus yuliensis
Rubus yuliensis är en rosväxtart som beskrevs av Yeh Ching Liu och F.Y. Lu. Rubus yuliensis ingår i släktet rubusar, och familjen rosväxter. Inga underarter finns listade i Catalogue of Life.